# Cárdenas (Cuba)
Cárdenas è un comune di Cuba, situato nella provincia di Matanzas.

## Geografia fisica
Cárdenas è una città marittima con una baia spaziosa del litorale nordico dell'isola di Cuba (baia di Cárdenas), riparata da un promontorio lungo (penisola di Hicacos). La città si trova fra il mare e le colline, vicinissima a Varadero (distante circa 17 km), con una bellissima spiaggia bianca e con molti hotel. Un flusso di acqua dolce dalla base del porto è un'altra caratteristica particolare; presumibilmente viene dalle prese dei fiumi sotterranei. Le sue strade principalmente sono strette e senza alcuna indicazione, veri quadrati (plaza de Colón, con una statua bronzea di Cristoforo Colombo data alla città dalla regina Isabella II, ed eretta nel 1862).
Il comune è diviso nei quartieri ispanici di Cantel, Fundición, Guásimas, il porticciolo, Méndez Capote, il pueblo Nuevo e Versalles.